# Рябчиков, Василий Родионович
Василий Родионович Рябчиков — советский государственный и хозяйственный деятель.

## Биография
Родился в 1904 году в деревне Кокорёво Смоленской губернии. Член КПСС.
С 1931 года — на хозяйственной, общественной и политической работе.
В 1931—1974 гг.:
- начальник цеха завода Нефтегаз № 1,
- главный инженер Центрального института авиационных топлив и масел,
- начальник цеха, главный инженер проекта треста «Нефтезаводпроект»,
- главный инженер, директор Уфимского нефтеперерабатывающего завода,
- начальник Главного управления по переработке нефти,
- заместитель министра нефтяной промышленности СССР,
- заместитель министра нефтяной промышленности восточных районов СССР
- председатель Чечено-Ингушского совнархоза,
- заместитель председателя Госплана РСФСР.

За разработку нового метода получения химического продукта (фосфорного катализатора для установок полимеризации и алкилирования) был в качестве руководителя работ удостоен Сталинской премии 2-й степени 1949 года.
Умер в Москве в 1986 году.